# Ormánság
Ormánság ili Ormányság je pogranični predio u južnoj Mađarskoj.
Područje je nekad bilo močvarno, a danas je izgrađeno. Nema pravih fizičkih granica, osim Drave na jugu. Tradicijski se dijeli od susjednih krajeva na osnovi etnografskih obilježja, kao što je narodna nošnja.

## Ime
Postoji više tumačenja, a ime se dovodi u svezi s turskim ormán  (šuma).

## Zemljopisni položaj
Nalazi se uz rijeku Dravu, uz granicu s Republikom Hrvatskom. Nalazi se oko sela Šeljina i Vajslova. Smatra se jednom od najsiromašnijih u Mađarskoj.
U Ormánságu nalazi se 45 sela, uglavnom koja pripadaju Šeljinskoj mikroregiji.

## Kultura
Među glavne kulturne spomenike su unutrašnjosti oslikanih protestantske crkve motivima narodne umjetnosti, kao što je u Ivanidbi Adorjásu i Korši.

## Stanovništvo
Evangelistički stanovnici su u ovom kraju dugo bili većina i tradicionalna zajednica, no poslije su ih brojčano potisnuli rimokatolici. Od 18. st. katolički Hrvati u Starinu su većina stanovnika. U Ormánságu živi brojna romska zajednica.
Prema popisu stanovništva od 2001. za šeljinsku mikroregiju uključujući veliki dio okružja, 87,4% stanovnika bili su Mađari, 12% Hrvati, 6% Romi. Udio romske zajednice veći je nego što prikazuje popis, jer se svi Romi nisu izjasnili kao Romi. Stanovništvo sela Gilvánfe skoro su u potpunosti bajaški Romi, u dvanaestak drugih sela već su prevladavajuća zajednica, a ovo bi se moglo dogoditi i u drugim susjednim selima ako se nastave sadašnji demografski procesi. Nekad prevladavajući kalvinistički Mađari danas čine samo 20% stanovnika. Narastao je udio katoličkih mađarskih i inih kmetova, nizinskih podunavskih Švaba i Roma., tako da danas rimokatolici čine dvije trećine stanovništva.

## Vanjske poveznice
- Ormánság Etimologija
- Ormánságfejlesztő Társulás Egyesület  Arhivirana inačica izvorne stranice od 25. studenoga 2012. (Wayback Machine)
- Rövid leírás, térkép  Arhivirana inačica izvorne stranice od 13. svibnja 2012. (Wayback Machine)
- Fakazettás templomok az Ormánságban  Arhivirana inačica izvorne stranice od 21. veljače 2006. (Wayback Machine)
- Az Ormánság néprajzáról
- Egy ormánsági talpasházról  Arhivirana inačica izvorne stranice od 28. lipnja 2006. (Wayback Machine)
- Fotók, leírás  Arhivirana inačica izvorne stranice od 20. srpnja 2007. (Wayback Machine)
- Ormánság.lap.hu – Linkgyűjtemény